# Rudolf Marxer
Rudolf Marxer (* 27. April 1904 in Mauren; † 25. April 1972 ebenda) war ein liechtensteinischer Politiker (FBP).

## Biografie
Marxer war der Sohn des Zimmermanns Eduard Marxer und dessen Frau Maria Mathilde (geborene Ritter). Er war Bürger der Gemeinde Mauren und absolvierte von 1923 bis 1926 eine Zimmermannslehre in Röthis, Vorarlberg und besuchte gleichzeitig die Bauhandwerkerschule in Bregenz. Anschliessend übernahm Marxer, nun Zimmermeister, zusammen mit zwei Brüdern die Zimmerei ihres Vaters in Mauren.
Von 1933 bis 1948 war er, wie bereits sein Vater, Mitglied des Gemeinderates von Mauren. In dieser Zeit fungierte er von 1939 bis 1942 sowie erneut von 1945 bis 1948 als stellvertretender Gemeindevorsteher. Von 1943 bis 1968 war er als Vermittler tätig.
Marxer gehörte fast 2 Jahrzehnte dem Landtag des Fürstentums Liechtenstein an. Zuerst von 1939 bis 1949 als stellvertretender Abgeordneter, dann von 1949 bis 1953 als Abgeordneter und schliesslich von 1953 bis 1957 erneut als stellvertretender Abgeordneter. Von 1945 bis 1949 war er Regierungsrat-Stellvertreter.
Marxer war seit 1934 mit Anna Ludescher verheiratet. Aus der Ehe gingen fünf Kinder hervor.